# وست لوینگتون، ساسکس غربی
وست لوینگتون (به انگلیسی: West Lavington) یک روستا و محله مدنی در بریتانیا است که در Chichester واقع شده‌است. وست لوینگتون ۲٫۴۵ کیلومتر مربع مساحت و ۲۷۶٫ نفر جمعیت دارد.